# Ghost (andropの曲)
「Ghost」（ゴースト）はandropの6枚目のシングル。2015年3月11日にワーナーミュージック・ジャパンよりリリース。
本作の先行配信が、レコチョク、iTunesなどで2015年2月10日に開始された。
初回限定盤はドロップ・プリント仕様となり、またオリジナル・マルチストラップが封入される。

## 収録曲
1. Ghost
  - フジテレビ系ドラマ『ゴーストライター』主題歌
  - 本作リリースに先駆け、フル音源が2月10日18時より、24時間限定で公式サイト上にて公開された。
2. Answer
3. Ghost (strings version)